# Entomophobia kinabaluensis
Entomophobia kinabaluensis  – gatunek roślin z monotypowego rodzaju Entomophobia z rodziny storczykowatych (Orchidaceae). Gatunek jest endemitem indonezyjskiej części wyspy Borneo. Rośliny występują w poszyciu leśnym na wapiennym podłożu, rzadko nieosłonięte, na wysokościach od 900 m do 2300 m n.p.m. Rośliny kwitną najczęściej w okresie od stycznia do maja, w czerwcu lub we wrześniu.

## Morfologia
Epifityczne lub litofityczne rośliny. Kłącze pnące, pseudobulwy rosnące blisko siebie. Dwa liście, proste i sztywne. Kwiatostan długi (około 24 cm) i rozgałęziony, z bardzo dużą liczbą kwiatów (nawet do 42) rozkwitających jednocześnie.

## Systematyka
Gatunek sklasyfikowany do rodzaju Entomophobia, do podplemienia Coelogyninae w plemieniu Arethuseae, podrodzina epidendronowe (Epidendroideae), rodzina storczykowate (Orchidaceae), rząd szparagowce (Asparagales) w obrębie roślin jednoliściennych.
W 2021 rodzaj został zakwalifikowany i przeniesiony do rodzaju Coelogyne.